# Yin Chengxin
Yin Chengxin (chiń. 尹成昕; ur. 5 lutego 1995 w Wuhanie) – chińska pływaczka synchroniczna, wicemistrzyni olimpijska z Rio de Janeiro i Tokio.
W 2016 na letnich igrzyskach olimpijskich, które rozegrano w Rio de Janeiro, wywalczyła srebrny medal w rywalizacji drużyn, dzięki uzyskanemu rezultatowi 192,9841 pkt. W 2021 roku zaś startowała na letnich igrzyskach olimpijskich w Tokio, tam wywalczyła kolejny srebrny medal, również w rywalizacji drużyn, dzięki rezultatowi 193,531 pkt.
Począwszy od 2015 roku, trzykrotnie startowała w mistrzostwach świata. Medale udało się jej wywalczyć na każdej z takich imprez sportowych – w Kazaniu (3 srebrne), Budapeszcie (1 złoty, 2 srebrne) i Gwangju (3 srebrne).